# Bellator 46
 Bellator XLVI  foi um evento de artes marciais mistas organizado pelo Bellator Fighting Championships, ocorrido em 25 de junho de 2011 no Seminole Hard Rock Hotel & Casino em Hollywood, Florida. O card fez parte da primeira Temporada de Verão do Bellator e também com rounds de abertura do Torneio da Temporada de Verão. O evento foi transmitido ao vivo na MTV2.

## Background
O evento abriu o Torneio de oito lutadores de Pesos Pena da Temporada de Verão.
David Baggett não bateu o peso da categoria dos médios de 186 lbs, pesando 191.5 lbs, e sua luta contra Moyses Gabin foi retirada do card.
O evento acumulou aproximadamente 185,000 telespectadores na MTV2.